# Aardman Animations
Aardman Animations, Ltd (znana również jako Aardman Studios) – brytyjska wytwórnia filmów animowanych typu stop motion powstała w 1976 roku. Studio Aardman jest znane przede wszystkim z serii Wallace i Gromit, która została wyróżniona Oscarem za film Wallace i Gromit: Klątwa królika oraz filmu Wpuszczony w kanał.
Siedziba wytwórni znajduje się w Bristolu w Wielkiej Brytanii.
Dla wytwórni pracuje m.in. Nick Park, czterokrotny zdobywca nagrody Akademii Filmowej za swoje produkcje dla Aardman Animations.

## Produkcja

### Filmy
Dla wytwórni DreamWorks
- Uciekające kurczaki (2000)
- Wallace i Gromit: Klątwa królika (2005)
- Wpuszczony w kanał (2006)

Dla studia Sony Pictures Animation
- Artur ratuje gwiazdkę (2011)
- Piraci! (2012)

Dla studia StudioCanal
- Baranek Shaun: Film (2015)
- Jaskiniowiec (2018)
- Baranek Shaun Film: Farmageddon (2019)

### Serie telewizyjne
- Rex the Runt (1998–2001)
- Zwierzo-zwierzenia (2003–2006, 2007)
- Baranek Shaun (2007, 2009–2010, 2011–2017-2019)
- Timmy i przyjaciele (2009–2010)
- Wallace and Gromit’s World of Invention (2010)
- Raving Rabbids (2011, odcinek pilotażowy)[1]